# 플레이아시아
플레이아시아(Play-Asia)는 엔터테인먼트 제품을 판매하는 인터넷 쇼핑몰이다. 2002년 11월에 홍콩에서 설립 되었으며 비디오 게임, DVD, 음악, 책, 장난감 등을 판매하고 있다. 주로 아시아-태평양 지역과 홍콩에 살고 있는 소비자를 상대로 하고 있으나, 경우에 따라서 다른 국가로도 배송하고 있다.
엑스박스 360, 플레이스테이션 3, Wii, 닌텐도 DS, 플레이스테이션 포터블 같은 현 세대 게임기에서 플레이할 수 있는 게임 및 악세사리는 물론, 드림캐스트나 닌텐도 64 같은 구세대 플랫폼 사용자를 위한 제품도 판매하고 있다.
플레이아시아는 횡스크롤 슈팅 게임인 Söldner-X: Himmelsstürmer에 투자하기도 했다.